# Bárbara Wagner & Benjamin de Burca
Bárbara Wagner & Benjamin de Búrca sind seit 2013 ein Künstlerduo. Sie arbeiten im Bereich Videokunst und Fotografie. Benjamin de Búrca (* 1975 in München) ist ein Sohn des irischen Germanisten Eoin Bourke und der Lyrikerin Eva Bourke. Er wuchs in Irland auf und studierte Malerei an der Glasgow School of Art. Er absolvierte den Master of Fine Arts an der University of Ulster in Belfast. Bárbara Wagner wurde 1980 in Brasília geboren. Das Künstlerpaar ist in Recife, Brasilien, ansässig.
Das Duo hat drei Filme veröffentlicht. Faz que Vai beschäftigt sich mit Frevo. Estás Vendo Coisas/You Are Seeing Things bezieht sich auf die brasilianische Popmusik Brega. Der Film wurde 2016 auf der 32. Biennale von São Paulo gezeigt. Terremoto Santo/Holy Tremor hat brasilianische Gospel Musik zum Thema. 2017 war das Duo zu den Skulptur.Projekten in Münster eingeladen. Bei der Berlinale 2019 erhielten sie den Audi Short Film Award für den Film Rise.

## Auszeichnungen
- 2021 Deutscher Kurzfilmpreis mit Michel Balagué für One Hundred Steps